# Redjang kayan
Pour les articles homonymes, voir Redjang (homonymie).
Le redjang kayan est une langue austronésienne parlée en Malaisie, dans l'État de Sarawak, sur la rivière Baluy. La langue appartient à la branche malayo-polynésienne des langues austronésiennes.

## Classification
Le redjang kayan est une des langues kayaniques, un groupe des langues malayo-polynésiennes occidentales.

## Vocabulaire
Exemples du vocabulaire de base du dialecte uma juman du redjang kayan :
| français       | redjang kayan | prononciation |
| -------------- | ------------- | ------------- |
| un             | ji            |               |
| cendres        | avuq          |               |
| cochon sauvage | bavuy         |               |
| mur de maison  | liding        |               |
| pluie          | usan          |               |
| plant de riz   | paré          |               |
| bouclier       | kelebit       |               |
| annoncer       | bara          |               |
| voler          | madang        |               |

## Sources
- (en) Blust, Robert, A Murik Vocabulary, The Sarawak Museum Journal, vol. XXII, n°43, pp. 152-189, 1974.